# دونو كوكو
دونو كوكو (بالفرنسية: Donou Kokou)‏ (24 أبريل 1991 توغو - ) هو لاعب كرة قدم توغولي، يلعب كمدافع.

## روابط خارجية
- دونو كوكو على موقع الاتحاد الدولي (مؤرشف)  (الإنجليزية)
- دونو كوكو على موقع قاعدة بيانات كرة القدم.إي يو (الإنجليزية)
- دونو كوكو على موقع ناشيونال فوتبول تيمز (الإنجليزية)
- دونو كوكو على موقع Soccerway.com (الإنجليزية)